# 遅塚忠躬
遅塚 忠躬（ちづか ただみ、1932年10月17日 - 2010年11月13日）は、日本の歴史家。フランス近代史、とくにフランス革命研究の分野で多くの業績を残した。北海道大学助教授、東京大学教授などを歴任。代表的な業績に『ロベスピエールとドリヴィエ』（1986）や『史学概論』（2010）など。

## 概要
1932年（昭和7年）、東京都生まれ。高校時代にアナトール・フランス『神々は乾く』を手にしたことからフランス革命への関心を深めたという。東京大学文学部西洋史学科に進学し、当時フランス史を講じていた高橋幸八郎の薫陶を受ける。卒業後にフランス政府給費留学生として渡仏。1956年から61年にかけて、大部なフランス通史を著したアーネスト・ラブルース[英語版] や、地域史・農民生活に関心を寄せていたジャン・ムーヴレ [英語版] といった歴史家の活動に触発され、アンシャン・レジーム期におけるノルマンディー地方の土地所有形態について研究を開始した。このときの遅塚の手法は各地に点在する文書館を自らオートバイで回って古文書を発掘・解読するというもので、生活費の窮迫からしばしば地方役場に寝泊まりすることもあったという。この調査結果を革命前期〜革命期（1734-1793）における農民生活と革命史の研究にまとめて学位を取得した。
帰国後は北海道大学准教授、東京都立大学教授などを歴任しながら、渡仏しての古文書調査を継続する。同学年・同窓だったフランス史家・二宮宏之らとともに、他を圧する緻密な現地調査にもとづく新しいフランス近代史・フランス革命史像を示し、長く欧米の大家が著した原書の精査によるほかなかった日本における西洋史研究の姿を、大きく刷新した。
1985年から東京大学西洋史学科教授に就任。翌1986年にそれまでの研究をもとに、フランス革命期の恐怖政治を主導したロベスピエールと、国民公会の司祭ドリヴィエを軸として、普遍的な理想を掲げたフランス革命がなぜ残酷な粛清と圧政へ転じたかを探ろうとする『ロベスピエールとドリヴィエ』を刊行、これが主著のひとつとなった。以後は一般向けの著作や講演活動を行うほか、1990年代以降に日本の歴史学分野でも生じた「言語論的転回」論争を機に、歴史理論についての哲学的考察へも歩みを進めている。
2010年に78歳で死去。各大学への歴任、また国際的な歴史家コロキアムなどを通じて、その快活な人柄が広く敬愛され、多くの追悼文が記された。フランス政府から教育功労賞（Ordre des Palmes académiques）授与。

## 略歴
- 1951年　都立日比谷高校卒業[要出典]
- 1955年　東京大学文学部西洋史学科卒業
- 1957年　東京大学社会科学研究所助手
- 1964年　北海道大学文学部助教授
- 1969年　旧・東京都立大学人文学部教授
- 1985年　東京大学文学部教授
- 1993年　お茶の水女子大学文教育学部教授
- 1996年　お茶の水女子大学名誉教授

## 著作

### 論文
- 「フランス革命史研究の問題点 : わが国での最近の諸業績によせて(論点をめぐって)」（『土地制度史学』 7 (4), 1965）
- 「『農民革命』という概念について」（『歴史評論』80, 1956）
- 「フランス革命と家族」（中川善之助ほか編『家族問題と家族法 第1 (家族)』 酒井書店、1957）
- 「北部フランスにおける農民革命の特質」(『歴史学研究』199, 1959）
- 「アンシァン・レジームに於ける大借地農の成立とその基本性格」（『社会科学研究』10:6, 1959）
- 「絶対王制の経済的基礎の動揺―土地問題―」（大塚久雄・高橋幸八郎・松田智雄 編『西洋経済史講座 : 封建制から資本主義への移行 第3』 岩波書店、1960）
- 「17・8世紀ルアン大司教領の経済構造--領主経済の構造と変動-1- 」（『社会科学研究』15:3-4, 1963）
- 「現代フランス農業経営の諸特質 : 1955年センサスの結果を中心に（資料分析）」（『土地制度史学』5: 3、1963）
- 「十八世紀フランスの農民の土地所有―ノルマンディの一個別調査報告―」（『社会科学の基本問題』上巻、東京大学社会科学研究所、1963）
- 「17・8世紀ルアン大司教領の経済構造--領主経済の構造と変動-2-」（『社会科学研究』15:5, 1964）
- 「十七世紀末フランスの国民経済と重商主義」（高橋幸八郎・古島敏雄編『近代化の経済的基礎』岩波書店、1968）
- 「フランス絶対王政期の農村社会」（『岩波講座 世界歴史』14、岩波書店、1969）
- 「地主制をめぐる諸問題」（柴田三千雄・松浦高嶺 編『近代イギリス史の再検討』御茶の水書房、1972）
- 「フランスの地域史研究と文書館」（『地域史研究」7-1(19) , 1977）
- 「フランス革命の歴史的位置」『史学雑誌』91:6, 1982）
- 「封建的土地所有と共同体をめぐる論争」（富塚良三ほか編『資本論体系』有斐閣、第7号、1984）
- 「国民公会議員の運命」（法政大学史学会『法政史学』41, 1989）
- 「ジャコバン主義」（柴田三千雄ほか編『シリーズ世界史への問い 10 (国家と革命)』 岩波書店、1991）
- 「ルアン大司教領ディエップ市における領主的諸権利(一七-一八世紀)」（『お茶の水史学』41, 1997）

### 単著
- 『ビジュアル版　世界の歴史（14）ヨーロッパの革命』（講談社 1985年）
- 『ロベスピエールとドリヴィエ――フランス革命の世界史的位置』（東京大学出版会 1986年）
- 『フランス革命――歴史における劇薬』（岩波ジュニア新書 1997年）
- 『史学概論』（東京大学出版会 2010年）
- 『フランス革命を生きた「テロリスト」ルカルパンティエの生涯』（NHKブックス 2011年）

### 共編著
- （近藤和彦）『過ぎ去ろうとしない近代――ヨーロッパ再考』（山川出版社 1993年）
- （松本彰・立石博高）『フランス革命とヨーロッパ近代』（同文舘出版 1996年）

### 訳書
- マルク・ブゥロワゾォ『ロベスピエール』（白水社〈文庫クセジュ〉 1958年）
- ジョルジュ・ルフェーヴル『1789年―フランス革命序論』（岩波書店 1975年／岩波文庫 1998年）
- ピエール・グベール『歴史人口学序説―17・18世紀ボーヴェ地方の人口動態構造』（岩波書店 1992年）